# Vexillologie

Vlag van de Fédération Internationale des Associations Vexillologiques

Vexillologie, banistiek of vlaggenkunde, is de wetenschap die zich bezighoudt met vlaggen. Het woord 'vexillologie' is een synthese van het Latijnse woord vexillum (vlag) en het Griekse woord logos (leer).

## Geschiedenis
De vexillologie is ontstaan als deelwetenschap van de heraldiek en is daar nauw aan verwant. Het gebruik van wapens en banieren diende de grotere herkenbaarheid van eenheden op het slagveld. In tegenstelling tot wapens zijn vlaggen lang in gebruik gebleven voor deze functie. Tot in de twintigste eeuw waren vlaggen belangrijk voor de herkenbaarheid van oorlogsschepen, hun taak in het eskader en de bevelvoerders aan boord (zie commandovlag en onderscheidingsvlag). Tegenwoordig is de functie van vlaggen vooral ceremonieel.
Iemand die vlaggen bestudeert, wordt een vexilloloog genoemd. De term werd rond 1960 voor het eerst gebruikt door dr. Whitney Smith (Verenigde Staten), die als een van de meest vooraanstaande vexillologen ter wereld wordt beschouwd en veel over dit onderwerp heeft gepubliceerd. Het systeem van vexillologische symbolen dat vaak wordt gehanteerd, is door hem ontworpen.
Vexillologen zijn verbonden aan verschillende nationale organisaties, overkoepeld door de FIAV (Fédération Internationale des Associations Vexillologiques). Om de twee jaar organiseert de FIAV een internationaal congres. 
In Nederland werd op 19 maart 1966 de Nederlandse Vereniging voor Vlaggenkunde opgericht, tijdens een bijeenkomst van vlaggenliefhebbers in het hoofdkantoor van het Nederlandse Rode Kruis in Den Haag. Deze vereniging geeft het tijdschrift Vlag! uit (voorheen Vexilla Nostra en Vlaggenlijn). Ze vierde op 19 maart 2016 haar 50-jarig jubileum bij de Vlaggenparade aan de Boompjes in Rotterdam. 

## Vuistregels voor vlaggen
- Eenvoudig ontwerp; een vlag moet op grote afstand herkenbaar zijn.
- Letters en namen horen niet op vlaggen, een uitzondering kan gelden voor een monogram.
- Wapenschilden horen niet op vlaggen, een uitzondering kan gelden betreffende de historische waarde van een eeuwenoude vlag.
- Een wapen kan wel een uitgangspunt zijn voor kleuren of symbolen bij een vlagontwerp.
- Een vlag moet historisch kloppen, zonder symbolen waarmee geen band bestaat.[1]